# Resolució 679 del Consell de Seguretat de les Nacions Unides
La Resolució 679 del Consell de Seguretat de les Nacions Unides, adoptada per unanimitat el 30 de novembre de 1990 després de considerar un informe del Secretari General de les Nacions Unides sobre la Força de les Nacions Unides d'Observació de la Separació (UNDOF), el Consell va prendre nota dels seus esforços per establir una pau duradora i justa a l'Orient Mitjà.
La resolució va demanar a les parts implicades que implementessin immediatament la resolució 338 (1973), va renovar el mandat de la Força d'Observadors durant un altre període de sis mesos fins al 31 de maig de 1991 i va demanar que el Secretari General enviés un informe sobre la situació al final d'aquest període.